# Zones du Népal

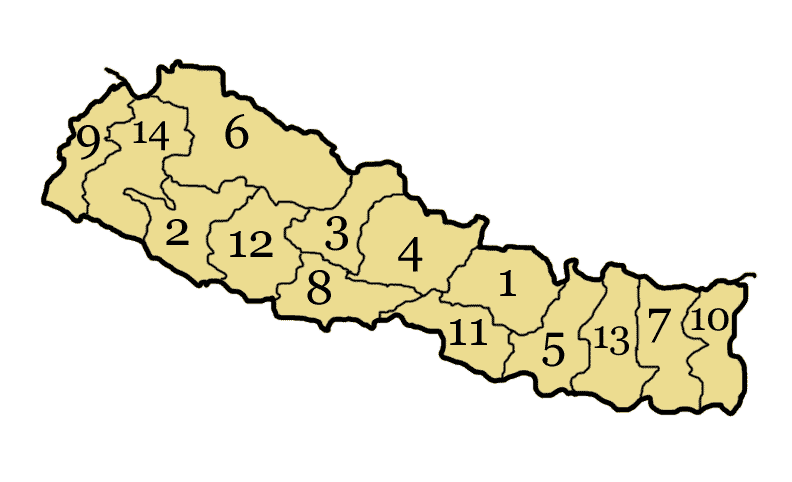
Zones du Népal

Le Népal était subdivisé jusqu'en 2015 en 14 zones administratives (अञ्चल, añcal, transcrit par « anchal ») :
1. Bagmati
2. Bheri
3. Dhawalagiri
4. Gandaki
5. Janakpur
6. Karnali
7. Koshi
8. Lumbinî
9. Mahakali
10. Mechi
11. Narayani
12. Rapti
13. Sagarmatha
14. Seti

Les zones étaient divisées en 75 districts (जिल्ला, jillā) et regroupées en 5 régions de développement (विकास क्षेत्र, vikās kṣetra).